# إدوارد هامباردزوميان
إدوارد هامباردزوميان (مواليد 23 فبراير 1986) هو ملاكم أرميني، مثّل بلاده في الألعاب الأولمبية الصيفية 2008.

## روابط خارجية
إدوارد هامباردزوميان على موقع أوليمبيديا (الإنجليزية)